# Furnas (freguesia)
Furnas is een plaats (freguesia) in de Portugese gemeente Povoação op het eiland São Miguel op de Azoren. De plaats telt 1541 inwoners (2001).
Furnas staat bekend om zijn warmwaterbronnen en thermale baden. In Furnas bevindt zich de botanische tuin Parque Terra Nostra. Nabij Furnas ligt het kratermeer Lagoa das Furnas.